# Connah's Quay Nomads Football Club
El Connah's Quay Nomads Football Club (en galés: Clwb Pêl-droed Cei Connah) es un club de fútbol de Gales, con sede en Connah's Quay. Fue fundado en julio de 1946 y compite en la Cymru Premier, máxima categoría del fútbol galés.

## Historia
El equipo fue fundado en julio de 1946 como «Connah's Quay Juniors» y adoptó su nombre actual en 1951. Durante más de tres décadas su trayectoria estuvo limitada a los campeonatos regionales del norte de Gales, pero la creación del sistema de ligas de Gales le benefició; en 1990 fue uno de los fundadores de la Cymru Alliance y dos años más tarde disputó la temporada inaugural de la Premier League de Gales.
En la temporada 1995-96 se proclamó campeón de la Copa de la Liga de Gales, gracias a una victoria por 1:0 sobre el Ebbw Vale en la final.
Después de varias temporadas con resultados discretos, la trayectoria del equipo cambió en 2015 tras la contratación como entrenador de Andy Morrison, exjugador del Manchester City. Desde entonces el club ha acumulado dos segundas posiciones en liga (2016-17 y 2018-19), el triunfo en la Copa de Gales de 2018 y 2024, y un subcampeonato de la Scottish Challenge Cup en 2019.

## Palmarés

### Torneos nacionales
- Liga de Gales (2): 2019-20, 2020-21
- Copa de Gales (2): 2017-18, 2023-24
- Copa de la Liga de Gales (3): 1995-96, 2019-20, 2021-22
- Segunda División de Gales (2): 2010-11, 2011-12

## Participación en competiciones de la UEFA
| Temporada | Torneo                        | Ronda             | Club                | Casa       | Visita | Global      |
| --------- | ----------------------------- | ----------------- | ------------------- | ---------- | ------ | ----------- |
| 2016–17   | UEFA Europa League            | 1ª Clasificatoria | Stabæk IF           | 0–0        | 1–0    | 1–0         |
| 2016–17   | UEFA Europa League            | 2ª Clasificatoria | Vojvodina Novi Sad  | 1–2        | 0–1    | 1–3         |
| 2017-18   | UEFA Europa League            | 1ª Clasificatoria | HJK                 | 1-0        | 0-3    | 1-3         |
| 2018-19   | UEFA Europa League            | 1ª Clasificatoria | Shakhtyor Soligorsk | 1–3        | 0–2    | 1–5         |
| 2019-20   | UEFA Europa League            | 1ª Clasificatoria | Kilmarnock          | 1–2        | 2–0    | 3–2         |
| 2019-20   | UEFA Europa League            | 2ª Clasificatoria | Partizán            | 0–1        | 0–3    | 0–4         |
| 2020-21   | UEFA Champions League         | 1ª Clasificatoria | Sarajevo            | 0–2        | –      | 0–2         |
| 2020-21   | UEFA Europa League            | 2ª Clasificatoria | Dinamo Tiflis       | 0–1        | –      | 0–1         |
| 2021-22   | UEFA Champions League         | 1ª Clasificatoria | Alashkert           | 2–2        | 0–1    | 2–3 (t. s.) |
| 2021-22   | UEFA Europa Conference League | 2ª Clasificatoria | Pristina            | 4–2        | 1–4    | 5–6         |
| 2023-24   | UEFA Europa Conference League | 1ª Clasificatoria | KA                  | 0–2        | 0–2    | 0–4         |
| 2024-25   | UEFA Europa Conference League | 1ª Clasificatoria | Bravo               | 0–2 (t.e.) | 1-0    | 1-2         |